# Сантос, Эвертон
Э́вертон Са́нтос (порт. Everton Santos; полное имя — Э́вертон Леа́ндро дос Са́нтос Пи́нто, порт. Everton Leandro dos Santos Pinto; родился 14 октября 1986, Сан-Жозе-дус-Кампус, штат Сан-Паулу, Бразилия) — бразильский футболист, нападающий.

## Биография
Он начал свою карьеру в молодёжной команде клуба «Сан-Жозе». 2 марта 2010 года, на правах аренды, перешёл из французского «Пари-Сен-Жермен» в бразильский «Гояс».
21 марта 2011 года Эвертон перешёл в южнокорейскую лигу Кей-лигу, в клуб «Соннам», также на правах аренды, а позже перейдя в клуб на постоянной основе за плату в размере €75 000.
17 июля 2014 года Сантос перебрался в южнокорейскую «Сеул». 28 июля 2015 года он присоединился к «Ульсан Хёндэ». В августе 2017 года подписал контракт с клубом индийской Суперлиги «Мумбаи Сити».
В августе 2018 года вернулся в Индийскую суперлигу, закрыв квоту на семерых легионеров в клубе АТК.